# S-8 (Rakete)

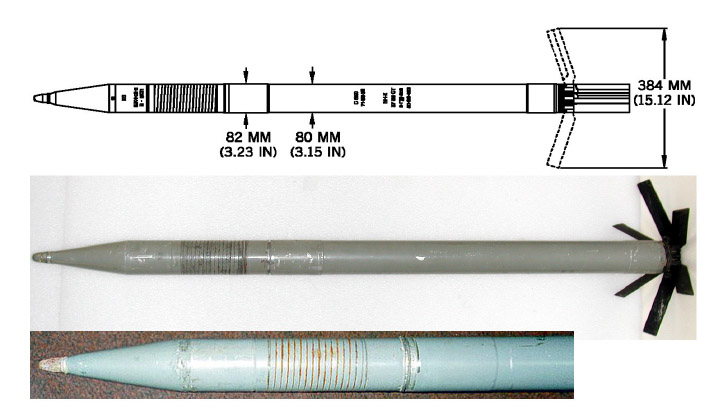
Rakete S-8 KOM (Hohlladung)

Die S-8 bezeichnet eine Familie ungelenkter Luft-Boden-Raketen, die in der Sowjetunion entwickelt wurde und nach wie vor bei den russischen Luftstreitkräften eingesetzt wird. Die Rakete dient vorrangig zur Bekämpfung halbharter und harter Ziele am Boden.

## Entwicklungsgeschichte
Ende der 1960er-Jahre wurde das Konstruktionsbüro KB Totschmasch (russisch КБ „Точмаш“) mit der Entwicklung einer neuen ungelenkten Luft-Boden-Rakete mit dem Kaliber 80 mm beauftragt. Auf Grundlage der eingeführten und bewährten Rakete S-5 (Kaliber 57 mm) sollte eine Waffe mit höherer Reichweite entwickelt werden. Der Flugkörper sollte weiterhin zuverlässig gegen aerodynamische Erwärmung geschützt sein, um die maximale zulässige Geschwindigkeit des Trägerflugzeuges zu erhöhen. Die Auswirkungen der Abgase der Rakete auf das Trägerflugzeug beim Abfeuern sollten minimiert werden, das Zeitintervall zwischen den einzelnen Starts und die minimale Einsatzhöhe sollten ebenfalls verringert werden.

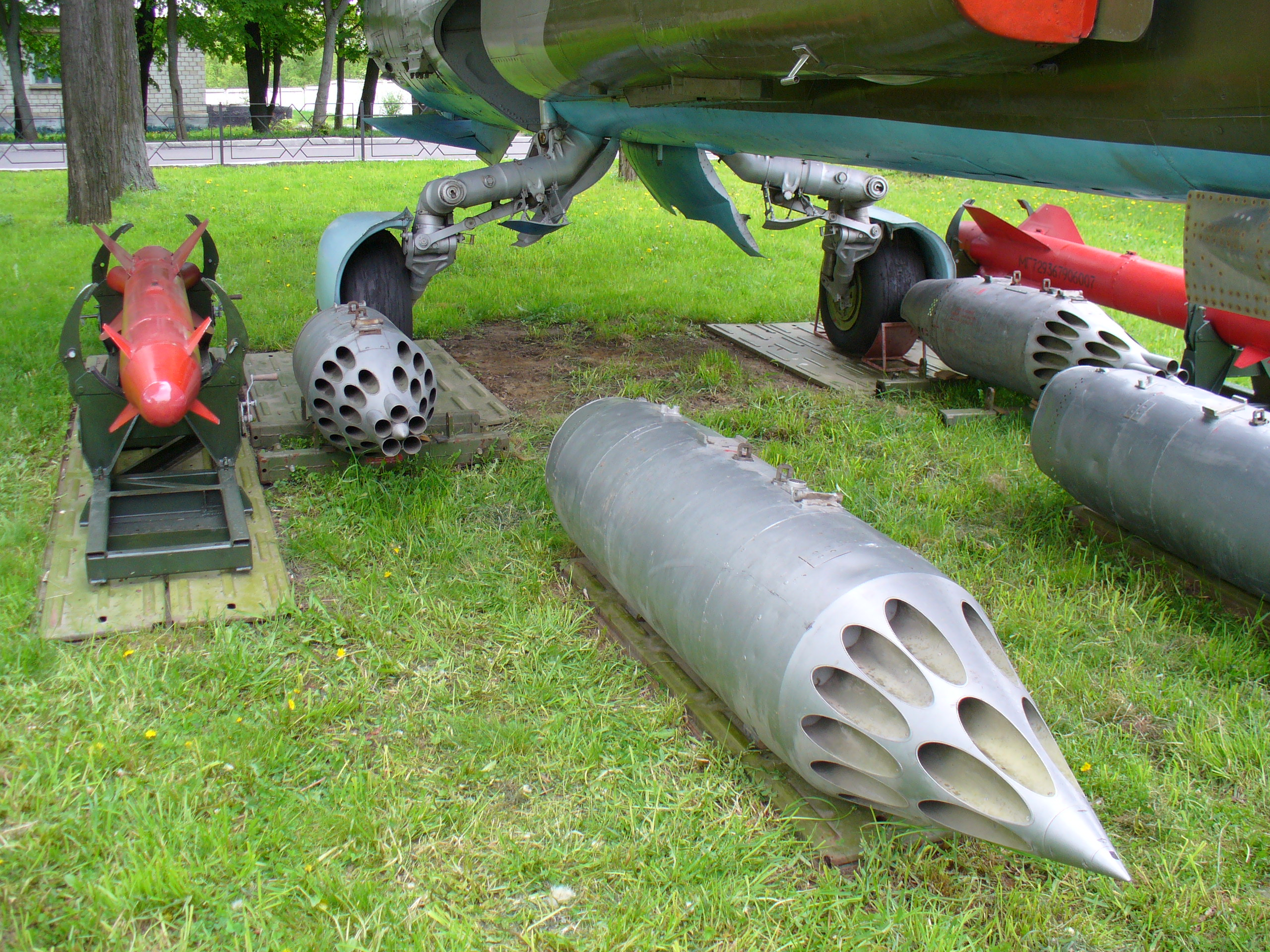
Startbehälter B-8M1 (Vordergrund)

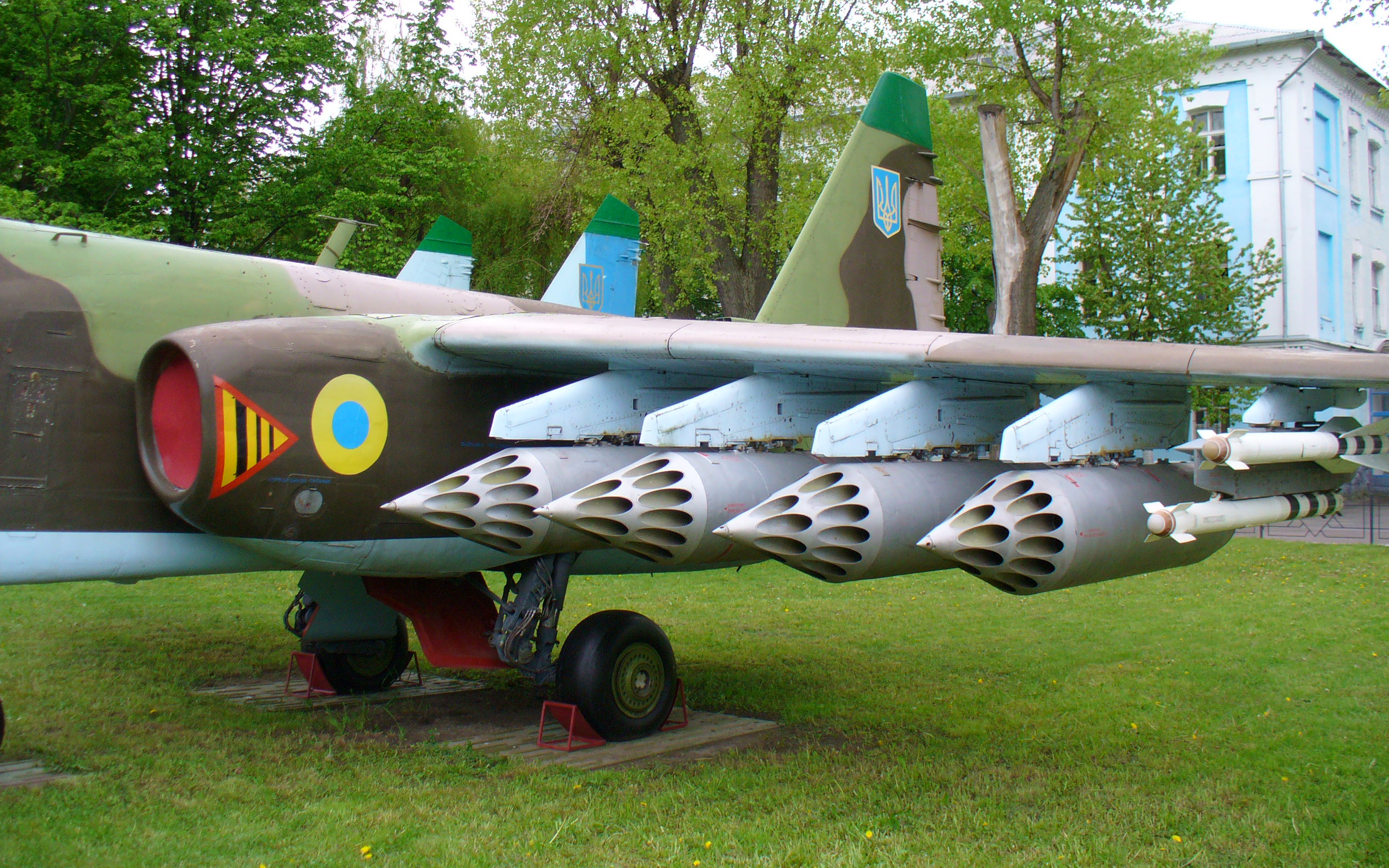
4 B-8M1 an einer Su-25

Um die Forderungen vor allem im Hinblick auf aerodynamische Erwärmung und Auswirkungen der Abgase zu erfüllen, wird die Rakete grundsätzlich aus dem Startbehälter B-8M bzw. B-8M1 abgefeuert. Ein derartiger Startbehälter nimmt 20 Raketen auf, die einzeln oder als Salve abgefeuert werden können. Im März 1972 fand die Werks- und staatliche Erprobung des Behälters B-8M statt, von April bis Juli 1974 wurden die Behälter B-8M bzw. B-8M1 in Flugversuchen an einer Su-17 verglichen. Letztendlich stellte sich die Variante B-8M1 als die bessere heraus; Abmessungen und Gewichte waren geringer, die Herstellung einfacher. Daher wurde diese Variante in die Bewaffnung übernommen. Beide Varianten wurden vom Konstruktionsbüro MKB Wympel (russisch: МКБ „Вымпел“) entwickelt. Leer wiegt der Pod 100 Kilo; geladen mit 20 Raketen knapp 400 Kilo.
Der Startbehälter B-8W7 fasst nur sieben Raketen und wird an kleineren Flugzeugen und Hubschraubern verwendet. Dieser Startbehälter wurde ursprünglich für den Export entwickelt. Verwendung findet er vor allem an den noch zahlreich außerhalb Russlands im Einsatz befindlichen Flugzeugen des Typs MiG-21. Die für dieses Flugzeug vorgesehenen Raketen S-5 werden nicht mehr produziert. Der Startbehälter B-8M1 kann von der MiG-21 der letzten Serien nur an den inneren Aufhängungspunkten mitgeführt werden, aus Gewichtsgründen nicht jedoch an den äußeren. Mit dem kleineren und leichteren B-8W7 kann diese Ausrüstungslücke geschlossen werden.

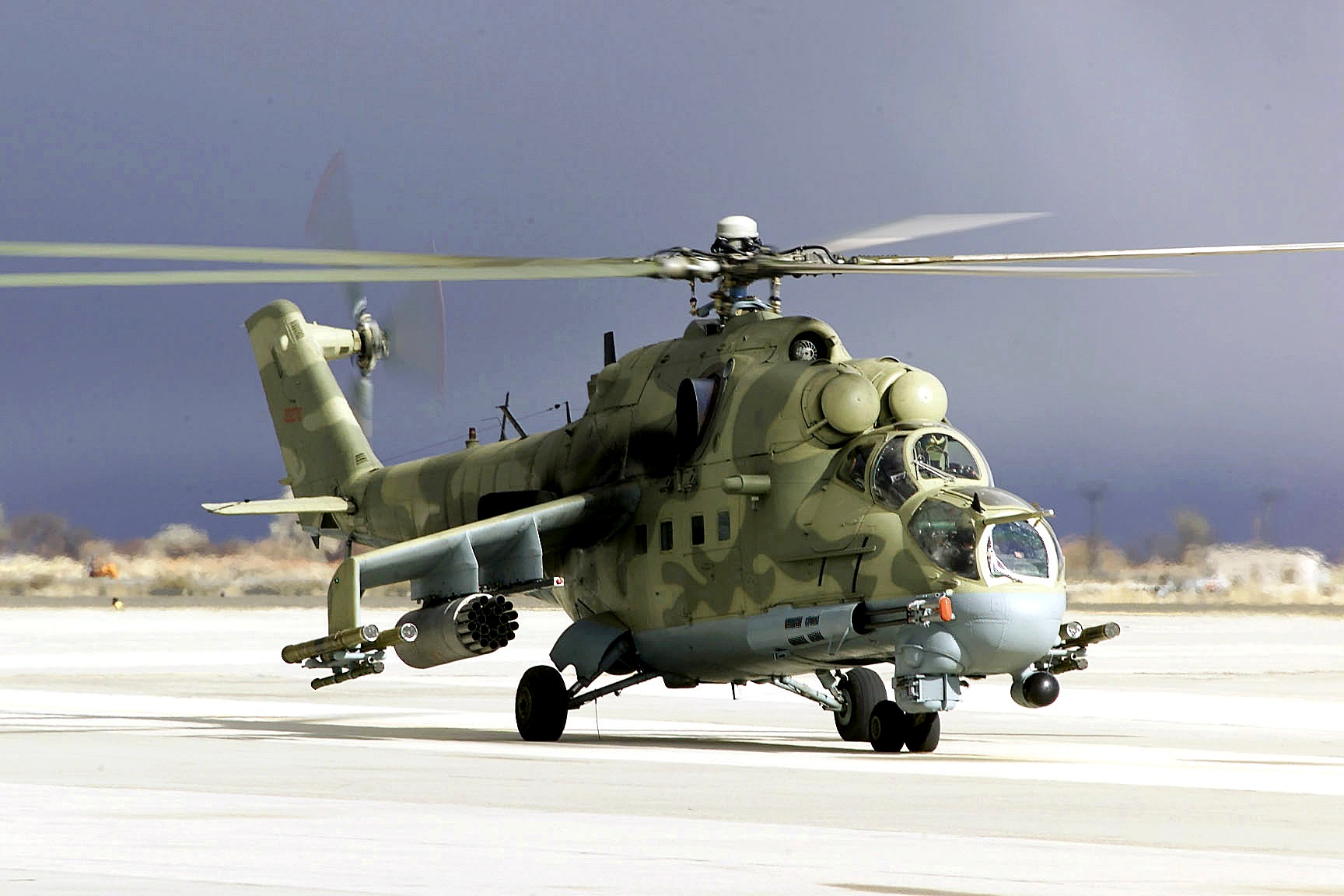
OPFOR-Mi-24 der US Army mit B-8B20A

Die Startvorrichtung B-8-0 weist einen zusätzlichen Hitzeschutz auf, bei der an Hubschraubern verwendeten Startvorrichtung B-8B20A wurde auf die aerodynamische Verkleidung verzichtet.
Die Familie umfasst zum gegenwärtigen Zeitpunkt 25 Serienvarianten und mehr als zehn Prototypen, die teilweise erprobt, aber nicht eingeführt wurden. Die Vielzahl der Varianten ergibt sich daraus, dass einerseits bestimmte Gefechtsköpfe mit verschiedenen Raketenmotoren ausgerüstet wurden, andererseits bewährte Raketenmotoren mit unterschiedlichen Gefechtsköpfen versehen wurden. Auf der Grundlage der Basiskonstruktion S-8 mit einem Hohlladungs-Gefechtskopf entstanden die Varianten S-8M und S-8KOM mit einem Gefechtskopf mit erhöhter Durchschlagsleistung und einem Feststoffmotor mit verlängerter Brenndauer. Die S-8KOM kann Panzerungen bis zu einer Stärke von 400 mm durchschlagen. Die Variante S-8S dient zur Bekämpfung von Weichzielen, ihr Gefechtskopf zerlegt sich in 2000 pfeilförmige Fragmente. Die Gefechtsköpfe der Varianten S-8B und S-8BM sind zur Bekämpfung von Bunkern und Startbahnen optimiert, die Durchschlagsleistung liegt bei 0,8 m Stahlbeton. Der Gefechtskopf der Varianten S-8D und S-8DM ist mit flüssigem Sprengstoff gefüllt. Nach der Zerlegung des Gefechtskopfes bildet sich eine Aerosolwolke, deren Sprengkraft 5,5–6 kg TNT entspricht. Die Typen S-8O und S-8OM dienen zur Gefechtsfeldbeleuchtung. Sie können ein Ziel für 30 Sekunden mit einer Lichtstärke von 2 Mega-Candela beleuchten. Die Rakete S-8P dient zur Erzeugung passiver Radarstörungen. Dazu werden metallisierte Glasfasern ausgestoßen; die Wirkung der Düppelwolke hält etwa 3 Sekunden an.
Alle Varianten mit dem nachgesetzten Buchstaben „M“ besitzen einen verbesserten Feststoffmotor mit verlängerter Brenndauer und haben damit eine höhere Reichweite. Bei den Varianten S-8A, S-8W, S-8AS und S-8WS wurden durch eine veränderte Zusammensetzung des Treibstoffes der Feststoffmotor nochmals verbessert und die Stabilisierungsflächen geändert.

## Konstruktion
Die Rakete besitzt einen zylindrischen Rumpf mit einem Durchmesser von 80 mm. Im vorderen Drittel befindet sich der Gefechtskopf, im Rest des Rumpfes der Feststoffmotor. Die Stabilisierungsflächen sind klappbar und befinden sich am hinteren Ende des Rumpfes.

## Varianten
- S-8: Grundtyp, Hohlladungs-Gefechtskopf
- S-8M/KOM: erhöhte Durchschlagsleistung, größere Reichweite
- S-8S: Splitterspreng-Gefechtskopf zur Bekämpfung von Weichzielen
- S-8B/BM: Bunkerbekämpfung
- S-8D/DM: Aerosol-Gefechtskopf
- S-8O/OM: Leuchtkopf zur Gefechtsfeldbeleuchtung
- S-8P: passive Radarstörung

## Spezifikation
| Benennung | Typ                       | Raketenlänge | Gewicht (gesamt) | Gewicht (Gefechtskopf)       | Reichweite | Bemerkungen                      |
| --------- | ------------------------- | ------------ | ---------------- | ---------------------------- | ---------- | -------------------------------- |
| S-8KO/KOM | Hohlladung                | 1,57 m       | 11,3 kg          | 3,6 kg (0,9 kg Sprengstoff)  | 1,3–4 km   | Durchdringung 400 mm Panzerstahl |
| S-8B/BM   | Bunkerbekämpfung          | 1,5 m        | 15,2 kg          | 7,41 kg (0,6 kg Sprengstoff) | 1,2–2,2 km | Durchdringung 800 mm Stahlbeton  |
| S-8D      | Aerosol                   | 1,66 m       | 11,6 kg          | 3,8 kg (2,15 kg Sprengkopf)  | 1,3–3 km   |                                  |
| S-8 O     | Gefechtsfeld- beleuchtung | 1,63 m       | 12,1 kg          | 4,3 kg                       | 4–4,5 km   | 2 Mega-Candela-Leuchtkopf        |

## Trägerflugzeuge
Die Rakete kam bzw. kommt an nahezu allen moderneren sowjetischen bzw. russischen Kampfflugzeugen und Hubschraubern zum Einsatz.

### Kampfflugzeuge
- MiG-27 „Flogger“
- MiG-29 „Fulcrum“
- Su-24 „Fencer“
- Su-25 „Frogfoot“
- Su-27/K „Flanker“
- Su-34 „Fullback“

### Hubschrauber
- Mi-24 „Hind“
- Mi-28 „Havoc“
- Ka-29 „Helix“
- Ka-50 „Black Shark“ / Ka-52 „Alligator“